# Chonguinada
A chonguinada egy perui tánc, amely úgy alakult ki, hogy az őslakó indiánok viccelődve utánozni kezdték a spanyol gyarmatosítóktól látott táncokat, főleg a menüettet. Neve is a spanyol chunga szóból származik, ami „nevetséges utánzást” jelent. A tánc ma elsősorban Junín és Pasco megyékben népszerű.

## Jellemzői
A chonguinadát egyenlő számú férfi és női táncos adja elő, általában nyolc, de legfeljebb tizenkét pár, bár a 20. század közepéig kizárólag férfiak táncolták, a női szerepeket női jelmez mögé bújva. Rajtuk kívül fontos szereplői még a táncelőadásnak az úgynevezett chutók (általában egy–kettő lehet belőlük), akik valamilyen vicces ruhába öltözve kötetlenül mozognak a táncosok között és főként körülöttük, egyrészt parodizálva a táncosok szigorú rend szerinti lépéseit, másrészt távoltartva az esetlegesen túl közel húzódó nézőket. Maga a tánc viszonylag lassú, apró lépegetésekből áll, a férfiak néha kisebb ugrásokat is bemutathatnak, a nők pedig a derekukat illetik a lépések közben, illetve valamennyi szereplő folyamatosan, lágyan a fejét is mozgatja. Változatosságot az ad egy chonguinada-előadásnak, ahogyan a részt vevő párok helyüket változtatják: kezdetben két sorban sorakoznak fel, szemből nézve jobb oldalon a férfiak, bal oldalon a nők, és így alkotnak párokat, amelyek végig megmaradnak majd, akkor is, amikor a kettős sor már felbomlik. A zenét egy kisebb zenekar szolgáltatja, fő hangszereik a szaxofon, a klarinét, a hegedű és a hárfa.

## Öltözékek
A chonguinada-táncosok ruhái rendkívül színesek, díszesek. A nők igen széles, de nem túl hosszú, többrétegű szoknyát és egy lliclla nevű köpenyt viselnek, mellükön pedig gyakran olyan ruhadarabot hordanak, amely pénzérmékkel vagy ahhoz hasonló díszekkel van befedve. Kezükben egy többnyire selyemből készült, fehér zsebkendőt fognak, fejfedőjük gyakran egy kalaphoz hasonlít, fő színe a fehér, de lehet rajta fekete színű körbefutó sáv is. A férfiak nadrágja is igen színes, zakószerű kabátjuk inkább fekete, de ez is színes (gyakran ezüstös vagy aranyos) kiegészítőkkel díszített. Kalapjukon magas, bóbitaszerű díszt viselnek, kezükben szalagokkal díszített pálcát fognak. Gyakori, hogy arcukat álarcokkal takarják el: ezek fehér bőrű, bajszos férfi arcát formázzák, tehát az európai emberekre utalnak, akiknek utánzásából a tánc kialakult.